# Акрон (стадіон)
Естадіо Акрон, раніше відомий як Естадіо Омнілайф (ісп. Estadio Omnilife) і Естадіо Чівас (ісп. Estadio Chivas), — багатофункціональний стадіон у Сапопані, поблизу Гвадалахари, у мексиканському штаті Халіско, який використовується переважно для проведення футбольних матчів. Це домашня арена команди Ліги MX СК «Гвадалахара». Стадіон є частиною комплексу JVC і вміщує 49 813 глядачів. Будівництво розпочалося в лютому 2004 року, але через фінансові проблеми та інші питання завершення будівництва стадіону було відкладено на кілька років.
Стадіон став місцем проведення першої великої міжнародної події — першого матчу фіналу Кубка Лібертадорес 2010 року, а також церемонії відкриття та закриття Панамериканських ігор 2011 року. Штучне поле стадіону викликало багато суперечок, викликаючи критику з боку багатьох відомих гравців, і в травні 2012 року було оголошено, що стадіон замінить штучне покриття на натуральну траву. Очікується, що стадіон також прийме кілька матчів чемпіонату світу з футболу 2026 року.

## Історія

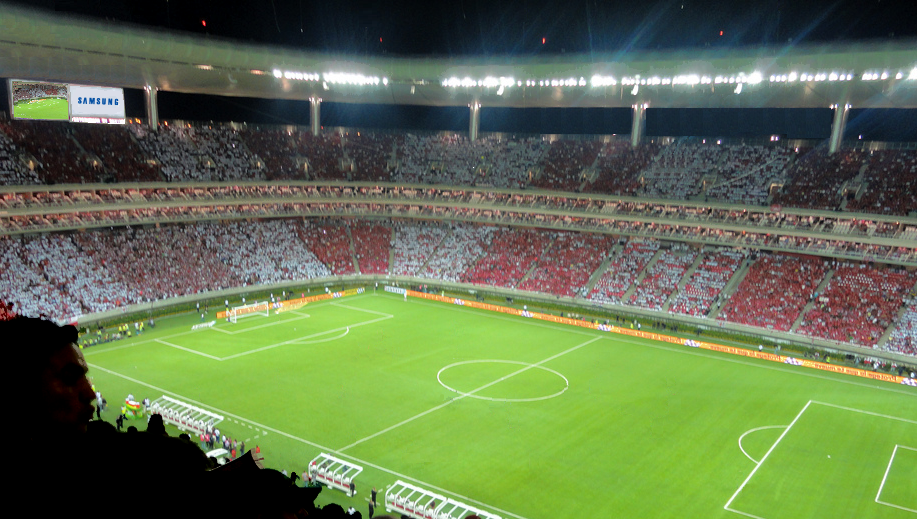
Інавгураційний матч на стадіоні «Омнілайф» проти Манчестер Юнайтед

У лютому 2004 року СК «Гвадалахара» оголосила, що побудує власний стадіон, маючи намір залишити Естадіо Халіско. Будівництво стадіону розпочалося лише у травні 2007 року.
Третім офіційним футбольним матчем на стадіоні став товариський матч між «Гвадалахарою» та «Манчестер Юнайтед» 30 липня 2010 року. «Гвадалахара» виграла гру з рахунком 3–2, а перший гол на стадіоні забив Хав'єр «Чічаріто» Ернандес, який грав за «Гвадалахару». Цей матч був присвячений переходу Ернандеса з «Гвадалахари» до «Манчестер Юнайтед». Ернандес зіграв перший тайм за «Гвадалахару», а в другому таймі грав за «Манчестер Юнайтед», таким чином символічно скріпивши свій трансферний контракт, підписаний у березні 2010 року.
Стадіон прийняв 8 матчів чемпіонату світу з футболу 2011 року серед юнаків до 17 років, включаючи півфінал між Уругваєм та Бразилією.
Тут також відбулися церемонії відкриття та закриття Панамериканських ігор 2011 року, а також відбулися всі матчі чоловічого та жіночого футбольного турніру.
У травні 2012 року, після критики щодо штучного поля, було оголошено, що стадіон замінить штучне покриття на натуральну траву. Заміна була завершена до липня.
У грудні 2017 року стадіон змінив свою назву з «Естадіо Омнілайф» на «Естадіо Акрон» після підписання спонсорської угоди з компанією, з виробництва автомобільних мастил на 10 років.
У 2023 році тут відбувся боксерський поєдинок Канело Альварес проти Джона Райдера.
The Weeknd виступив у рамках свого туру After Hours to Dawn 25 жовтня 2023 року.
Шакіра виступила в рамках свого світового туру Las Mujeres Ya No Lloran 16 і 17 березня 2025 року.

### Чемпіонат світу з футболу 2026 року
Стадіон «Акрон» прийматиме матчі під час чемпіонату світу з футболу 2026 року. На час проведення заходу стадіон буде тимчасово перейменовано на «Естадіо Гвадалахара» відповідно до політики ФІФА щодо спонсорських назв. Стадіон прийме чотири матчі, всі на груповому етапі, включаючи другу гру Мексики.

## Галерея

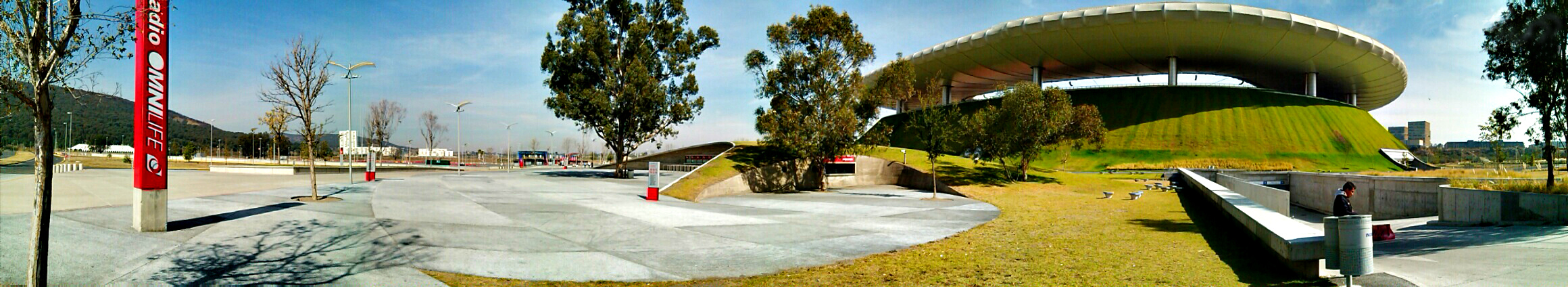
Вид на стадіон збоку